# ダグラス・フランコ・テイシェイラ
ダグラス・フランコ・テイシェイラ（Douglas Franco Teixeira、1988年1月12日 - ）は、ブラジル・サンタカタリーナ州フロリアノーポリス出身のオランダ人サッカー選手。ヴュルツブルガー・キッカーズ所属。ポジションはディフェンダー。

## 来歴
2004年からジョインヴィレECのユースチームでキャリアをスタートさせ、2006年にトップチーム昇格を果たした。
2007年にオランダのFCトゥウェンテに移籍。9月7日、親善試合のボルシア・メンヒェングラートバッハ戦でデビューを果たした。12月22日、SCヘーレンフェーン戦でエールディヴィジデビューした。2008年5月、複数のクラブから関心を集めていたが、2012年まで契約を延長した。
2011年にブラジルからオランダに帰化し、2012年にはルイス・ファン・ハール監督によってオランダ代表に招集された。

## 所属クラブ
- ジョインヴィレEC 2006-2007
- FCトゥウェンテ 2007-2013
- FCディナモ・モスクワ 2013-2015
- トラブゾンスポル・クラブ 2015-2016
- スポルティング・クルーベ・デ・ポルトゥガル 2016-2017
- ヴュルツブルガー・キッカーズ 2020-

## 受賞歴
FCトゥウェンテ
- エールディヴィジ : 2009-10